# Селище будинку відпочинку МПС «Берізка»
Селище будинку відпочинку МПС «Берізка» (рос. Посёлок дома отдыха МПС «Берёзка») — селище в Одинцовському районі Московської області Російської Федерації.

## Розташування
Селище будинку відпочинку МПС «Берізка» входить до складу міського поселення Одинцово, воно розташовано на схід від Одинцова, поруч із Мінським шосе. Найближчі населені пункти, Одинцовський, Вирубово, Переделкі, Губкіно. Найближча залізнична станція Одинцово.

## Населення
Станом на 2010 рік у селищі проживала 1 людина.